# Giuseppe Domenico Botto
Giuseppe Domenico Botto (Moneglia, 4 april 1791 – Turijn, 20 maart 1865) was een Italiaans natuurkundige. 

## Biografie
Hij studeerde zowel aan de universiteit van Genua als aan de École Polytechnique te Parijs. Omdat hij in 1821 als kapitein van de genie betrokken was bij de anti-Oostenrijkse opstand in Alessandria werd hij gedwongen oneervol ontslag te nemen uit het leger. Desondanks kreeg hij in 1828 de leerstoel toegewezen van Algemeen en Experimentele Natuurkunde aan de universiteit van Turijn. Zijn experimentele onderzoek aldaar richtte zich op de magnetische, thermische en scheikundige effecten van elektrische stromen en inductie van stromen.
In een memo beschreef Botto in 1830 een prototype elektromotor waarmee hij aan het experimenteren was. Zes jaar later publiceerde hij een meer gedetailleerde beschrijving naar de Academie van Turijn in artikel getiteld: "Machine Loco-motive mise en mouvement par l'électro-magnétisme".
Een apparaat gebouwd op basis van deze beschrijving was onderdeel van de collectie van wetenschappelijk instrumenten van de groothertog van Toscane, welke nu bewaard wordt in het Instituut en Museum van Wetenschapsgeschiedenis in Florence. In de jaren daarna publiceerde hij meer werk, zoals hoe het rendement te verbeteren van elektromotoren.
Botto experimenteerde met de elektromagneet ontworpen door Leopoldo Nobili en Vincenzo Antinori op basis van de ontdekking van elektromagnetische inductie door Michael Faraday in 1831. Ook elektrolyseerde hij water met behulp van een elektriseermachine. In 1833 testte hij een ijzer-platina thermokoppel, die gewikkeld was als een ketting om een houten stok en een stroom opwekte wanneer deze door een vlam werd opgewarmd. De warmte van de vlam creëert hierbij een temperatuurverschil en het thermokoppel zet dit verschil om in een elektrische spanning.